# Контабас
Контаба́с, кантаба́с або кантаба́л — смородинова настоянка, старовинний український алкогольний напій. Раніше був поширений по всій території України. 
Вживається як елітний алкогольний напій, оскільки настоянка стає кращою з роками витримки. До 1900 року заможні українські пани виготовляли цей напій для себе, і рідко продавали його чужинцям.

## Історичні відомості та особливості напою
Перші згадки про контабас з'являються на початку XVIII століття.
На відміну від настоянок, для виготовлення яких беруть плоди чорної смородини, у виготовленні контабасу використовуються лише її бруньки. Саме тому рецепт та метод отримання цього напою неможливо перекласти у площину автоматизації, а контабасу виготовляють не так багато: бруньки збираються вручну, щоб запобігти втраті ефірних олій, завдяки яким напій стає унікальним.
Контабас виготовляється на базі спеціального дистиляту; саме правильний спосіб його виготовлення та спосіб настоювання є важливими для отримання справжнього контабасу. Тому через порушення технології виробництва дистиляту та настоювання контабас часто не вистоював тривалий час. 
Такі властивості контабасу, як колір і запах, навіть згадуються у художній літературі:
|                               | …Удивительную настойку на почках черной смородины можно попробовать только в апреле, если не поленишься и сделаешь ее сам. Чистого изумрудного цвета, непередаваемого аромата, эта настойка была бы, конечно, самая драгоценная из всех остальных, но, к сожалению, ее нельзя хранить. Через некоторое время она из изумрудно-зеленой становится коричневой, как коньяк, и совсем утрачивает аромат молодого смородинового листа, а пахнет бог знает чем… |
| — В. Солоухин, «Третья охота» | |

Насправді ж смак і запах контабасу, як і будь-якого іншого алкогольного напою, дуже залежить від технології виробництва. Факторами, які найбільше впливають на ці показники, є сорт смородини, час збирання бруньок, спосіб виготовлення дистиляту, спосіб фільтрації та умови витримки продукту. Справжній український контабас найчастіше буває коричневого кольору, у випадку перезрівання бруньок — зеленого, при додаванні гілок — бурого.

## Стародавній спосіб приготування
Один із перших рецептів напою згадується на сторінках книги Зіновії Клиновецької «Страви й напитки на Україні» (1913 р):
Під горілкою тут очевидно мають на увазі домашній очищений дистилят спеціального приготування міцністю приблизно 50 градусів.

## Сучасне виробництво
Останні 90 літрів напою, який було виготовлено зі спеціального дистиляту, витримано на смородинових бруньках, багатих ефірними оліями, та закладено у бутлі на витримку у 1993 році, знайшли брати Пелехи у 2018 році в одному із Закарпатських сіл. Після купажування було отримано трохи більше ніж 400 пляшок автентичного напою. Так вдалось відродити давній напій. Наразі контабас існує у пропорції 30 % : 70 %, де 30 відсотків — це оригінальний контабас 1993 року, і 70 відсотків — це відновлений відповідно до рецепта контабас сучасної витримки. На сьогодні це — найдавніша колекція контабасу в Україні та за її межами
Для продажу обмеженої партії було створено бренд Kontapel, розроблено дизайн етикетки й пляшки. У планах власників бренду — побудувати завод на 10 тис. пляшок для виготовлення свіжого і витриманого контабасу.

### Скандал
Чимало українських ЗМІ навесні 2019 року поширили інформацію про те, що на Закарпатті російський бізнесмен викупив унікальну партію контабасу 25-річної витримки для подальшого перепродажу в Росії. Новина про те, що з України хочуть вивезти «народне надбання», швидко облетіла мережу. Однак, як виявилося, ніякий російський бізнесмен не купував на Закарпатті контабас. Напій викупив український бізнесмен із Києва Роман Пелех — теперішній власник бренду Kontapel.

## Відродження та сучасний розвиток
З 2018 року контабас переживає своє відродження. Після відкриття запасів 1993 року та їх купажування було створено першу комерційну партію напою, що привернула увагу як українських, так і міжнародних поціновувачів ексклюзивного алкоголю.
У 2022 році, після повернення Романа Пелеха з війська,  бренд Kontapel розширив виробництво, випустивши три основні різновиди контабасу: Автентичний, Дуб та Дим. Кожен із них відрізняється методикою настоювання та характером витримки. Зокрема:
- Автентичний — класичний контабас, максимально наближений до історичного рецепту.
- Дуб — настоюється в дубових бочках, що надає йому глибшого смаку з деревними нотами.
- Дим — має виразний димний аромат, який досягається за допомогою особливої технології обробки.

Крім того, у 2023 році було розпочато виробництво нового виду «Мед», що поєднує контабас із натуральним медом, додаючи напою м'якості та карамельних відтінків. 

## Визнання на міжнародному рівні
У 2023 році контабас вперше взяв участь у міжнародному дегустаційному конкурсі елітного алкоголю SAN FRANCISCO WORLD SPIRITS COMPETITION, де здобув срібну медаль. Це стало значним досягненням для українського традиційного напою, адже його високо оцінили за унікальний аромат, багатий смак та автентичність рецептури.
Журі конкурсу відзначило особливу глибину смаку, який формується завдяки натуральним ефірним оліям смородинових бруньок та тривалому настоюванню. Срібна медаль стала першим офіційним визнанням контабасу на міжнародному рівні, що відкрило перед брендом Kontapel нові можливості для експорту та популяризації напою за межами України.

## Визнання та ексклюзивність
Контабас швидко здобув популярність серед колекціонерів та поціновувачів витриманих алкогольних напоїв. У 2024 році рідкісна колекція «Kontabas 1993», що складалася з десяти уцілілих пляшок, була виставлена на продаж за ціною 500 000 грн за одиницю. Дві пляшки з цієї партії залишилися у приватних колекціях, що підтверджує виняткову цінність напою.
Водночас зростає інтерес до контабасу на міжнародній арені. Українські експерти розглядають можливість реєстрації напою як національного надбання та географічного зазначення, що дозволить йому отримати офіційний статус на рівні унікальних європейських алкогольних брендів.

## Вплив на культуру та ринок
Контабас поступово повертає собі статус елітного напою, який має історичне коріння та сучасне комерційне втілення. Він все частіше стає елементом дегустаційних сетів у преміальних ресторанах України та за кордоном, з'являється в елітних подарункових наборах, а також використовується в авторських коктейлях.
Популяризації напою також сприяють інформаційні кампанії та відеоматеріали, що розповідають про його історію, унікальність рецептури та складнощі виробництва. У 2025 році планується випуск документального фільму про контабас, який має на меті привернути увагу до цього напою та підкреслити його роль у культурній спадщині України.